# Tadeu Oliveira
Tadeu Magela de Oliveira (São Benedito, 25 de outubro de 1966) é um empresário e político brasileiro filiado ao Partido Liberal (PL). Foi deputado federal suplente pelo Ceará, exercendo o mandato de 23 de setembro de 2024 até 10 de janeiro de 2025, durante o afastamento do titular Júnior Mano.

## Carreira política
Nas eleições de 2022, Tadeu Oliveira foi candidato a deputado federal pelo Ceará e obteve 41.093 votos, ficando como terceiro suplente pelo PL.
Assumiu o mandato de deputado federal em 23 de setembro de 2024, em substituição a Júnior Mano, titular da cadeira pelo PL, que se licenciou por 120 dias para tratar de assuntos particulares. Permaneceu no cargo até 10 de janeiro de 2025, quando o deputado retornou ao exercício do mandato.

## Atuação parlamentar
Durante seu mandato na Câmara dos Deputados, Tadeu Oliveira atuou como titular nas comissões de Desenvolvimento Econômico e de Indústria, Comércio e Serviços, e como suplente nas comissões de Turismo, Saúde e Finanças e Tributação.